# Бой при Горно Върбени
Боят при Горно Върбени (Екши Су) или Битката при Суровичево (на гръцки: Μάχη του Σόροβιτς; на турски: Soroviç Muharebesi) е битка между гръцки и турски войски, която се води на 24 октомври 1912 (стар стил), по време на Балканската война.
След Битката при Сарандапоро гръцката Пета дивизия на Тесалийската армия настъпва в направлението Кожани - Лерин - Битоля. На 14 октомври дивизията влиза без бой в Кожани, а два дни по-късно разбива слабата турска 18-а дивизия (1800 души) при Биралци. Чети на Вътрешната македоно-одринска революционна организация попречват на турците да задържат височините над Горно Върбени и към 20 октомври гръцката 5-а дивизия стига до Баница.
Междувременно османското командване съсредоточава своя VI корпус с обща численост от 7900 души от Битоля към Лерин.
На 21 октомври и двете страни се готвят за настъпление – турците в района на Баница, а гърците към района на Лерин. Битолската дивизия на VI корпус посреща настъпващата към Негован гръцка колона и я разбива, което спира настъплението и на другите две гръцки колони. След няколко малки атаки и контраатаки в следващите дни сутринта на 24 октомври няколко турски табора настъпват през блатото южно от Горно Върбени и излизат в гръб на гръцките части, като унищожават една батарея и мостовата рота. Без да окажат почти никаква съпротива полковете на 5-а дивизия започват да отстъпват безредно начело с щаба. Бягащите части са задържани едва в района на Кожани.
След победата VI корпус се насочва обратно на север, за да вземе участие в отбраната на Битоля.